# Cyathocoma hexandra
Cyathocoma hexandra là một loài thực vật có hoa trong họ Cói. Loài này được (Nees) Browning mô tả khoa học đầu tiên năm 1996.